# Stockard Channing
Stockard Channing (New York, 13 februari 1944) is een Amerikaans actrice. Ze werd in 1994 genomineerd voor onder meer een Academy Award en een Golden Globe voor haar hoofdrol in Six Degrees of Separation. Meer dan tien acteerprijzen werden haar daadwerkelijk toegekend, waaronder Emmy Awards voor haar rol in televisieserie The West Wing en in de televisiefilm The Matthew Shepard Story.

## Biografie
Channing werd geboren als Susan Antonia Williams Stockard. Haar artiestennaam heeft ze overgehouden aan haar huwelijk (1963-1967) met Walter Channing. Daarna was ze achtereenvolgens getrouwd met acteur Paul Schmidt (1970-1976), schrijver/producer/acteur David Debin (1976-1980) en met David Rawle (1980-1988).
Op 33-jarige leeftijd speelde Channing een van haar bekendste rollen als de losbandige tiener Betty Rizzo in de filmversie van Grease. Naast acteren, zingt ze zowel in de film als op de soundtrack twee nummers: Look at me I'm Sandra Dee en There are worse things I could do.
Van 1999 tot en met 2006 speelde Channing first lady Abigail Bartlet in de televisieserie The West Wing. Eerder had ze terugkerende rollen in de series Stockard Channing in Just Friends (dertien afleveringen), The Stockard Channing Show (dertien afleveringen), Batman of the Future (acht afleveringen) en Out of Practice (20 afleveringen).

## Filmografie
*Exclusief televisiefilms
- Multiple Sarcasms (2009)
- Sparkle (2007)
- 3 Needles (2005)
- Must Love Dogs (2005)
- Red Mercury (2005)
- Anything Else (2003)
- Le divorce (2003)
- Bright Young Things (2003)
- Behind the Red Door (2003)
- Confessions of an Ugly Stepsister (2002, televisiefilm)
- Life or Something Like It (2002)
- The Business of Strangers (2001)
- Where the Heart Is (2000)
- Isn't She Great (2000)
- Other Voices (2000)
- The Venice Project (1999)
- Practical Magic (1998)
- Lulu on the Bridge (1998, stem)
- Twilight (1998)
- The First Wives Club (1996)
- Moll Flanders (1996)
- Edie & Pen (1996)
- Up Close & Personal (1996)
- To Wong Foo Thanks for Everything, Julie Newmar (1995)
- Smoke (1995)
- Six Degrees of Separation (1993)
- Bitter Moon (1992)
- Married to It (1991)
- Meet the Applegates (1990)
- Staying Together (1989)
- A Time of Destiny (1988)
- The Men's Club (1986)
- Heartburn (1986)
- Without a Trace (1983)
- Safari 3000 (1982)
- The Fish That Saved Pittsburgh (1979)
- The Cheap Detective (1978)
- Grease (1978)
- A Different Approach (1978)
- The Big Bus (1976)
- Sweet Revenge (1976)
- The Fortune (1975)
- Up the Sandbox (1972)
- The Hospital (1971)

- Bibsys: 3096239
- Biblioteca Nacional de España: XX1175580
- Bibliothèque nationale de France: cb13939868r (data)
- Catàleg d'autoritats de noms i títols de Catalunya: 981058509071906706
- CiNii: DA17635404
- Gemeinsame Normdatei: 142020389
- International Standard Name Identifier: 0000 0001 0917 8268
- Library of Congress Control Number: n85089292
- MusicBrainz: 2e3020a2-6a5f-4011-beaa-302ee622d6a8
- Nationale Bibliotheek van Tsjechië: xx0160865
- Nationale bibliotheek van Australië: 35797473
- Nationale Bibliotheek van Israël: 987007441246105171
- Nederlandse Thesaurus van Auteursnamen: 239350235
- SNAC: w6j39vk6
- Système universitaire de documentation: 074331418
- Virtual International Authority File: 76504691
- WorldCat: E39PBJkddGMw837fCJmGV4KmVC